# Pentrit
Pentrit (pentaerytritoltetranitrat, C(CH2ONO2)4) er et hvidt krystallinsk pulver, som blandt andet anvendes i plastisk sprængstof. Stoffet kan opvarmes til 100 °C i længere tid uden at nedbrydes og kan opbevares i forholdsvis lang tid uden tab af egenskaber. Pentrit smelter ved 140-142 °C og overgår til dampform ved et kogepunkt på cirka 180 °C. Stoffet har stort energiindhold og høj forbrændingshastighed og er derfor velegnet til detonatorer og sprængkapsler. Ved tilsætning af 10 % paraffin er pentrit omtrent lige så følsom som trotyl. Detonationshastigheden ved densiteten 1700 kg/m³ er 8400 m/s.
Pentrit anvendes også som sprængblok (blok i fast form af forskellig størrelse) og som sprængsnor (hvor pentritten er et hvidt pulver i en tynd slange). Den høje detonationshastighed betyder, at en pentritsprængsnor kan forbinde mange sprængpunkter og alligevel give næsten samtidig detonation.
| Kemi | Spire Denne artikel om kemi er en spire som bør udbygges. Du er velkommen til at hjælpe Wikipedia ved at udvide den. |